# Domaine de Tsuchiura

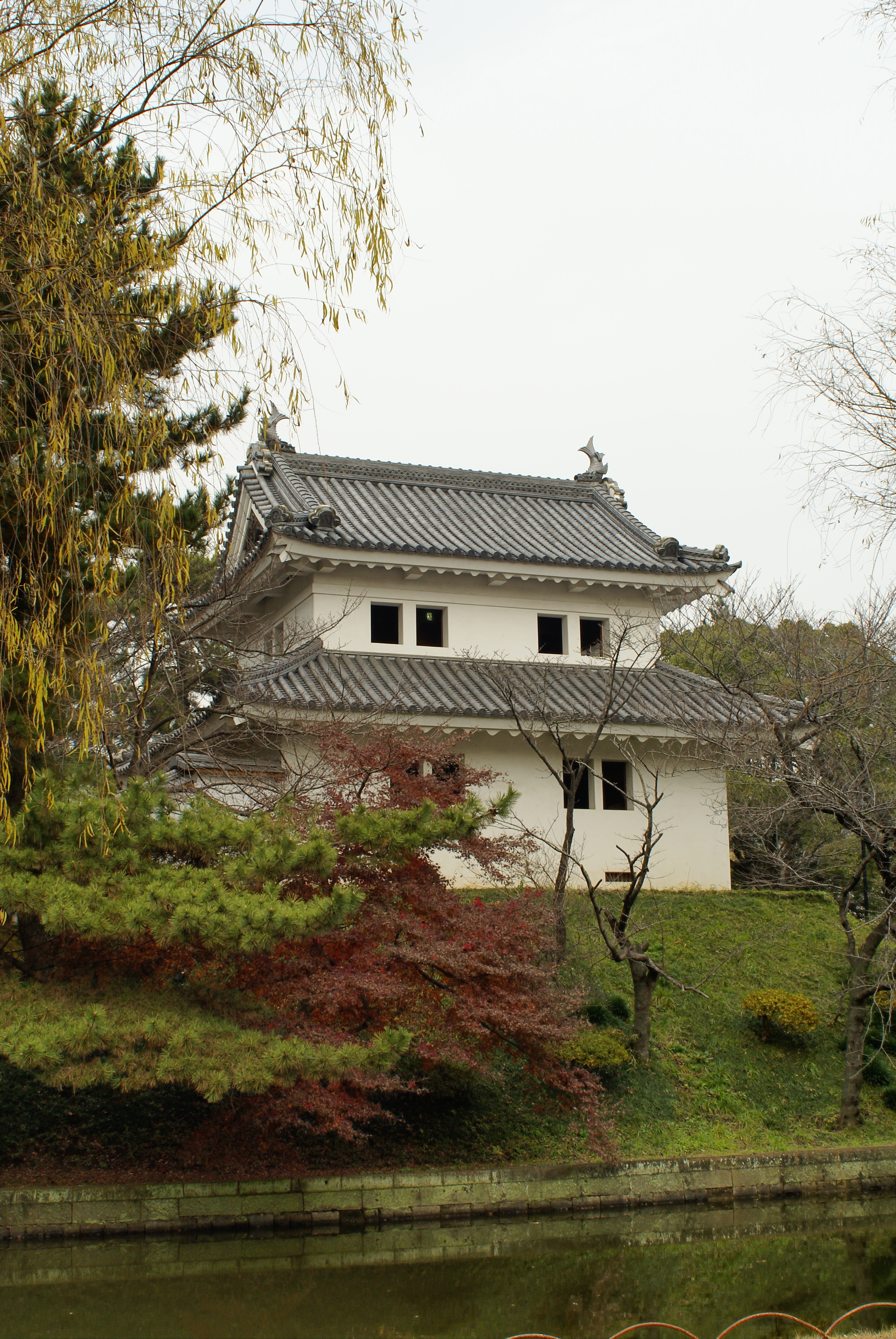
Yagura du château de Tsuchiura, centre administratif du domaine de Tsuchiura.

Le domaine de Tsuchiura (土浦藩, Tsuchiura-han) est un fief féodal japonais de l'époque d'Edo situé dans la province de Hitachi (actuelle préfecture d'Ibaraki). Il était dirigé à partir du château de Tsuchiura dans l'actuelle ville de Tsuchiura par le clan Tsuchiya pendant la majeure partie de son existence.

## Histoire
Durant l'époque Sengoku, la zone autour de Tsuchiura est contrôlée par le clan Oda, qui est plus tard détruit par le clan Yūki. Après la bataille de Sekigahara, et l'établissement du shogunat Tokugawa, les Yūki sont transférés au domaine de Fukui dans la province d'Echizen et une portion de leur domaine vacant est donné à Matsudaira Nobukazu comme récompense pour avoir assuré l'arrière-garde à la bataille de Sekigahara. Son fils, Matsudaira Nobuyoshi, pose les fondations d'une ville fortifiée et construit plusieurs portes sur la route Mito Kaidō qui relie Edo à Mito.
Cependant, les Matsudaira sont transférés au domaine de Takasaki dans la province de Kozuke et sont remplacés par Nishio Tadanaga, qui reçoit Tsuchiura comme récompense pour ses services au siège d'Osaka. Son fils, Nishio Tadateru, est transféré au domaine de Tanaka dans la province de Suruga.
En 1649, Kutsuki Tanetsuna devient daimyo et est remplacé par son fils Kutsuki Tanemasa jusqu'au transfert du clan au domaine de Fukuchiyama dans la province de Tamba.
Tsuchiya Kazunao, un wakadoshiyori au service de Tokugawa Iemitsu reçoit Tsuchiura à son tour. Il devient plus tard rōjū. Il est remplacé par son fils, Tsuchiya Masanao, qui est ensuite transféré au domaine de Tanaka dans la province de Suruga. Le domaine est remis en récompense à Matsudaira Nobuoki, 5e fils de Matsudaira Nobutsuna, qui dirige seulement cinq ans avant d'être nommé Osaka jōdai.
Tsuchiura est ensuite donné à Tsuchiya Kazunao, qui était rōjū durant le règne de quatre shoguns, après que le domaine eut augmenté ses revenus à 95 000 koku. Les Tsuchiya dirigent Tsuchiura pendant dix générations jusqu'à la restauration de Meiji. Le dernier daimyo, Tsuchiya Shigenao, est adopté par le clan depuis le clan Mito-Tokugawa, et est un des frères cadets du dernier shogun Tokugawa Yoshinobu.

## Possessions à la fin de l'époque d'Edo
Comme la plupart des domaines japonais, Tsuchiura est composé de plusieurs territoires discontinus dont la valeur kokudaka est fondée sur une estimation périodique du potentiel agricole,.
- Province de Hitachi
  - 8 villages dans le district d'Ibaraki
  - 47 villages dans le district de Niihari
  - 8 villages dans le district de Shida
  - 53 villages dans le district de Tsukuba
- Province de Dewa
  - 18 villages dans le district de Murayama
- Province de Mutsu (province d'Iwaki (en))
  - 10 villages dans le district d'Ishikawa
- Province de Mutsu (province d'Iwashiro)
  - 2 villages dans le district d'Iwase
- Province de Shimosa
  - 6 villages dans le district de Soma
- Province d'Izumi
  - 11 villages dans le district de Hine
- Province de Mimasaka
  - 3 villages dans le district de Yoshino
  - 16 villages dans le district de Shoboku

## Liste des daimyōs
| #                                        | Nom                             | Règne     | Titre de courtoisie                   | Rang de cour            | Kokudaka             |
| ---------------------------------------- | ------------------------------- | --------- | ------------------------------------- | ----------------------- | -------------------- |
| Clan Fukui-Matsudaira (fudai) 1604-1617  |                                 |           |                                       |                         |                      |
| 1                                        | Matsudaira Nobukazu (松平信一)  | 1600-1604 | Izu-no-kami (伊豆守)                  | 4e inférieur (従四位下) | 35 000 koku          |
| 2                                        | Matsudaira Nobuyoshi (松平信吉) | 1604-1617 | Izu-no-kami (伊豆守)                  | 5e inférieur (従五位下) | 35 000 koku          |
| Clan Nishio (fudai) 1618-1609            |                                 |           |                                       |                         |                      |
| 1                                        | Nishio Tadanaga (西尾忠永)      | 1618-1620 | Tango-no-kami (丹後守)                | 5e inférieur (従五位下) | 20 000 koku          |
| 2                                        | Nishio Tadateru (西尾忠照)      | 1620-1649 | Tango-no-kami (丹後守)                | 5e inférieur (従五位下) | 20 000 koku          |
| Clan Kutsuki (fudai) 1649-1669           |                                 |           |                                       |                         |                      |
| 1                                        | Kutsuki Tanetsuna (朽木稙綱)    | 1649-1660 | Minbu-no-sho (民部少輔)               | 5e inférieur (従五位下) | 30 000 koku          |
| 2                                        | Kutsuki Tanemasa (朽木稙昌)     | 1661-1669 | Iyo-no-kami (伊予守)                  | 5e inférieur (従五位下) | 30 000 koku          |
| Clan Tsuchiya (fudai) 1669-1682          |                                 |           |                                       |                         |                      |
| 1                                        | Tsuchiya Kazunao (土屋数直)     | 1669-1679 | Tajima-no-kami (但馬守) ; jijū (侍従) | 4e inférieur (従四位下) | 45 000 koku          |
| 2                                        | Tsuchiya Masanao (土屋政直)     | 1679-1682 | Sagami-no-kami (相模守) ; jijū (侍従) | 4e inférieur (従四位下) | 45 000 koku          |
| Clan Ōkōchi-Matsudaira (fudai) 1682-1687 |                                 |           |                                       |                         |                      |
| 1                                        | Matsudaira Nobuoki (松平信興)   | 1682-1687 | Mimasaka-no-kami (美濃守)             | 5e inférieur (従五位下) | 53 000 koku          |
| Clan Tsuchiya (fudai) 1687-1871          |                                 |           |                                       |                         |                      |
| 1                                        | Tsuchiya Masanao (土屋政直)     | 1687-1719 | Sagami-no-kami (相模守) ; jijū (侍従) | 4e inférieur (従四位下) | 65 000 → 95 000 koku |
| 2                                        | Tsuchiya Nobunao (土屋陳直)     | 1719-1734 | Tajima-no-kami (但馬守)               | 5e inférieur (従五位下) | 95 000 koku          |
| 3                                        | Tsuchiya Atsunao (土屋篤直)     | 1734-1776 | Noto-no-kami (能登守)                 | 5e inférieur (従五位下) | 95 000 koku          |
| 4                                        | Tsuchiya Hisanao (土屋寿直)     | 1776-1777 | Sagami-no-kami (相模守)               | 5e inférieur (従五位下) | 95 000 koku          |
| 5                                        | Tsuchiya Yasunao (土屋泰直)     | 1777-1790 | Noto-no-kami (能登守)                 | 5e inférieur (従五位下) | 95 000 koku          |
| 6                                        | Tsuchiya Hidenao (土屋英直)     | 1790-1803 | Tajima-no-kami (但馬守)               | 5e inférieur (従五位下) | 95 000 koku          |
| 7                                        | Tsuchiya Hironao (土屋寛直)     | 1803-1811 | Néant                                 | Néant                   | 95 000 koku          |
| 8                                        | Tsuchiya Yoshinao (土屋彦直)    | 1811-1838 | Sagami-no-kami (相模守)               | 5e supérieur (従五位上) | 95 000 koku          |
| 9                                        | Tsuchiya Tomonao (土屋寅直)     | 1838-1868 | Wakasa-no-kami (采女正)               | 4e inférieur (従四位下) | 95 000 koku          |
| 10                                       | Tsuchiya Shigenao (土屋挙直)    | 1868-1871 | Sagami-no-kami (相模守)               | 5e inférieur (従五位下) | 95 000 koku          |